# (32886) 1993 TS26
1993 TS26 (asteroide 32886) é um asteroide da cintura principal. Possui uma excentricidade de 0.11025270 e uma inclinação de 2.93200º.
Este asteroide foi descoberto no dia 9 de outubro de 1993 por Eric Walter Elst em La Silla.